# Кастело, Андре
Андре Кастело (фр. André Castelot, настоящая фамилия Стормс фр. Storms; 23 января 1911, Антверпен — 18 июля 2004, Нёйи-сюр-Сен) — французский писатель и историк-популяризатор. Наряду с Аленом Деко — один из наиболее популярных и читаемых французских историков XX века.

## Биография
Сын Поля Элиота Стормса и поэтессы Габриэль Кастело. Младший брат — будущий комедийный актёр Жак Кастело (род. 1914). Будучи по происхождению бельгийцем, уже в раннем возрасте получил французское гражданство. В 1948 выпустил книгу, посвящённую Людовику XVII, и с этого времени напечатал более 65 биографий, в том числе авторитетную книгу о Наполеоне ΙΙ. Активно писал для журналов и газет (например, Le Figaro), а также готовил передачи для радио и телевидения. Сотрудничал с актёром и режиссёром Робером Оссейном при подготовке спектаклей «Имя мне было Иисус» и «Меня звали Мария-Антуанетта».
Работал личным секретарём писателя Альфонса де Шатобриана.

## Публикации на русском языке
- Жозефина. В 2-х кн. — СПб.: Северо-Запад, 1994. — (Жен. б-ка. Сер. «Портрет») — ISBN 5-8352-0370-5 ; 5-8352-0368-3 ; 5-8352-0369-1
- Бонапарт. — М.: Центрполиграф, 2004. — ISBN 5-9524-1323-4
- Наполеон. — М.: Центрполиграф, 2004. — ISBN 5-9524-1386-2
- Драмы и трагедии истории. — М.: Вече, 2007. — ISBN 978-5-9533-1962-1
- Сын Наполеона. — М.: Захаров, 2007. — ISBN 978-5-8159-0737-9
- Королева Марго. — М.: Молодая гвардия, 1999. — (Жизнь замечательных людей) — ISBN 5-235-02314-5
  - 2-е изд., испр. и доп. — 2009. — ISBN 978-5-235-03178-4
- Наполеон. — М.: Центрполиграф, 2010. — ISBN 978-5-227-01965-3

## Награды
Офицер Ордена Почётного легиона.

## Память
Премия его имени присваивается лучшему популярному историческому исследованию или историческому роману.